# Câu lạc bộ bóng đá Becamex Bình Dương
Il Câu lạc bộ bóng đá Becamex Bình Dương, meglio noto come Bình Dương, è una società di calcio vietnamita, con sede a Thủ Dầu Một.

## Palmarès

### Competizioni nazionali
- V League 1: 4

2007, 2008, 2014, 2015
- Coppa del Vietnam: 3

1994, 2015, 2018
- Supercoppa del Vietnam: 4

2007, 2008, 2014, 2015

### Altre competizioni
- BTV Cup: 5

2002, 2003, 2005, 2012, 2013
- Mekong CC: 1

2014

### Altri piazzamenti
- V League 1:

Secondo posto: 2006, 2009, 2023-2024
Terzo posto: 2005
- Coppa del Vietnam:

Finalista: 2008, 2014, 2017
Semifinalista: 2016, 2019, 2024-2025
- Supercoppa del Vietnam:

Finalista: 2018
- Coppa dell'AFC:

Semifinalista: 2009
Finale zonale: 2019

## Organico

### Rosa 2020
Aggiornata al marzo 2020.
| N. |                    | Ruolo | Calciatore                   |
| -- | ------------------ | ----- | ---------------------------- |
| 1  | Vietnam (bandiera) | P     | Phạm Văn Tiến                |
| 2  | Vietnam (bandiera) | D     | Nguyễn Hùng Thiện Đức        |
| 3  | Vietnam (bandiera) | D     | Nguyễn Thanh Thảo            |
| 4  | Vietnam (bandiera) | D     | Hồ Tấn Tài                   |
| 5  | Vietnam (bandiera) | D     | Trần Hữu Đông Triều          |
| 6  | Vietnam (bandiera) | C     | Nguyễn Trọng Huy             |
| 7  | Vietnam (bandiera) | D     | Nguyễn Thanh Long            |
| 8  | Vietnam (bandiera) | D     | Nguyễn Anh Tài               |
| 9  | Vietnam (bandiera) | C     | Đoàn Tuấn Cảnh               |
| 10 | Brasile (bandiera) | A     | Hedipo                       |
| 11 | Vietnam (bandiera) | C     | Nguyễn Đoàn Trung Nhân       |
| 12 | Vietnam (bandiera) | C     | Trần Duy Khánh               |
| 13 | Vietnam (bandiera) | C     | Trương Dũ Đạt                |
| 14 | Vietnam (bandiera) | C     | Trần Hoàng Phương (capitano) |
| 16 | Vietnam (bandiera) | A     | Nguyễn Trần Việt Cường       |

| N. |                         | Ruolo | Calciatore             |
| -- | ----------------------- | ----- | ---------------------- |
| 17 | Vietnam (bandiera)      | C     | Tống Anh Tỷ            |
| 18 | Vietnam (bandiera)      | A     | Nguyễn Trung Đại Dương |
| 19 | Vietnam (bandiera)      | A     | Ngô Hồng Phước         |
| 20 | Francia (bandiera)      | A     | Youssouf Touré         |
| 21 | Vietnam (bandiera)      | D     | Đào Tấn Lộc            |
| 22 | Vietnam (bandiera)      | A     | Nguyễn Tiến Linh       |
| 23 | Vietnam (bandiera)      | D     | Thân Thắng Toàn        |
| 24 | Vietnam (bandiera)      | C     | Trần Hoàng Bảo         |
| 25 | Vietnam (bandiera)      | P     | Trần Đức Cường         |
| 26 | Vietnam (bandiera)      | C     | Trần Phi Hà            |
| 27 | Vietnam (bandiera)      | A     | Hồ Sỹ Giáp             |
| 28 | Vietnam (bandiera)      | D     | Tô Văn Vũ              |
| 29 | Vietnam (bandiera)      | C     | Võ Hoàng Minh Khoa     |
| 30 | Vietnam (bandiera)      | P     | Lại Tuấn Vũ            |
| 88 | Burkina Faso (bandiera) | D     | Ali Rabo               |